# 阿部定高
阿部定高（日语：／ Abe Sadataga）日本江戶時代大名，武藏国岩槻藩第3代藩主。阿部家宗家3代。
第2代藩主阿部重次的长男。庆安4年（1651年），父亲重次随江户幕府第3代将军德川家光殉死，于是继承家督、第3代藩主。此时分给弟弟阿部正春新田1万6000石、堂兄弟阿部正令6000石，领岩槻藩9万3000石。11月17日任日光山御造宫奉行，12月29日任从五位下备中守。
庆安5年（1652年）7月24日，正令返还新田6000石，岩槻藩重回9万9000石。明历3年（1657年），任明历大火烧毁的江户城二之丸普请奉行。
万治2年（1659年）1月23日去世。享年25岁。家臣小仓政光殉死。
因为定高的次男正邦年幼，所以家督由弟弟正春继承。